# Mike Zuke
Michael P. „Mike“ Zuke junior (* 16. April 1954 in Sault Ste. Marie, Ontario) ist ein ehemaliger kanadischer Eishockeyspieler, der im Verlauf seiner aktiven Karriere zwischen 1972 und 1985 unter anderem 481 Spiele für die St. Louis Blues und Hartford Whalers in der National Hockey League (NHL) sowie 91 weitere für die Indianapolis Racers und Edmonton Oilers in der World Hockey Association (WHA) auf der Position des Centers bestritten hat.

## Karriere
Zuke spielte in der Saison 1971/72 zunächst für die Sault Ste. Marie Greyhounds in der Northern Ontario Junior Hockey League (NOJHL), entschied sich jedoch im Sommer 1972 seine Ausbildung jenseits der Grenze in den Vereinigten Staaten fortzusetzen. Für die folgenden vier Jahre zwischen 1972 und 1976 besuchte der Kanadier die Michigan Technological University und spielte parallel zu seinem später erfolgreich abgeschlossenen Studium für die Universitäts-Eishockeymannschaft, die Huskies, in der Western Collegiate Hockey Association (WCHA), einer Division im Spielbetrieb der National Collegiate Athletic Association (NCAA). Während seiner vier Jahre in der Collegemannschaft entwickelte sich der Mittelstürmer zu einem der besten Spieler seiner Altersklasse im Bereich der WCHA und NCAA. Bereits nach seiner ersten Saison wurde er als Rookie of the Year der WCHA ausgezeichnet, ehe er sich im folgenden Jahr sowohl im First All-Star Team der Division und des West First All-American Team der NCAA wiederfand. In der Saison 1973/74 bestritt Zuke mit den Huskies auch das erste von drei aufeinanderfolgenden Endspielen um die US-amerikanische Collegemeisterschaft, die sie in der Spielzeit 1974/75 einmal gewannen. Das vierte und letzte Jahr an der Michigan Tech schloss der Offensivspieler abermals in den All-Star-Teams der WCHA und NCAA ab und wurde zudem als Spieler des Jahres der WCHA ausgezeichnet. Insgesamt bestritt er in seiner Collegekarriere 163 Partien, in denen er 310 Scorerpunkte sammelte.
Nachdem Zuke bereits im NHL Amateur Draft 1974 in der fünften Runde an 79. Stelle von den St. Louis Blues aus der National Hockey League sowie im WHA Amateur Draft 1974 in der vierten Runde an 47. Position von den Indianapolis Racers aus der zu dieser Zeit mit der NHL konkurrierenden World Hockey Association (WHA) ausgewählt worden war, wechselte er nach dem Abschluss seines Studiums zur Saison 1976/77 in den Profibereich. Der 22-Jährige entschied sich jedoch zunächst in die WHA zu wechseln und unterzeichnete einen Vertrag bei den Indianapolis Racers. Im Verlauf der Spielzeit, die er zum Großteil in Indianapolis’ Farmteam, den Mohawk Valley Comets, in der North American Hockey League (NAHL) verbrachte, absolvierte der Angreifer 15 WHA-Partien für die Racers. Vor dem Beginn der Saison 1977/78 wurde er in einem der größten Transfers der WHA-Geschichte, der insgesamt sieben Spieler umfasste, zu den Edmonton Oilers transferiert. Während mit ihm Blair MacDonald und Dave Inkpen in seine kanadische Heimat wechselten, erhielten die Indianapolis Racers dafür Barry Wilkins, Ed Patenaude, Claude St. Sauveur und Kevin Devine. Zuke bestritt das komplette Spieljahr in Edmonton und sammelte dabei 57 Punkte.
Aufgrund der unsteten finanziellen Lage der WHA verließ Zuke die Liga nach Ablauf der Spielzeit und schloss sich Ende September 1978 als Free Agent den St. Louis Blues aus der NHL an. Diese setzten ihn bis Mitte Januar 1979 zunächst bei ihrem Kooperationspartner Salt Lake Golden Eagles in der Central Hockey League (CHL) ein, beorderten den Offensivspieler jedoch dann in den NHL-Kader. Dort avancierte er fortan zum Stammspieler und übertraf in den folgenden beiden kompletten Spielzeiten jeweils die Marke von 60 Scorerpunkten und 20 Toren deutlich. In der Folge setzten Verletzungen Zuke aber immer wieder zu, wodurch er in der Saison 1982/83 lediglich 43 Spiele absolvierte und seine Offensivproduktion deutlich abnahm. Dadurch blieb er vor der Spielzeit 1983/84 im NHL Waiver Draft ungeschützt, sodass sich dort die Hartford Whalers seine Dienste sicherten. Der Kanadier bestritt zwei Spielzeiten für die Whalers, ehe er im Dezember 1985 zu deren Farmteam in die American Hockey League (AHL) geschickt werden sollte. Dort sollte der 31-Jährige mit seiner Erfahrung die Rolle als spielender Assistenztrainer übernehmen und junge Spieler an die NHL heranführen. Statt das Angebot anzunehmen, entschied sich Zuke jedoch seine Karriere umgehend zu beenden.

## Erfolge und Auszeichnungen
| - 1972 NOJHL First All-Star Team - 1973 WCHA Rookie of the Year - 1974 WCHA First All-Star Team - 1974 NCAA West First All-American Team - 1975 NCAA-Division-I-Championship mit der Michigan Technological University | - 1975 WCHA Second All-Star Team - 1976 WCHA Player of the Year - 1976 WCHA First All-Star Team - 1976 NCAA West First All-American Team - 1988 Aufnahme in die Michigan Tech Sports Hall of Fame |

## Karrierestatistik
(Legende zur Spielerstatistik: Sp oder GP = absolvierte Spiele; T oder G = erzielte Tore; V oder A = erzielte Assists; Pkt oder Pts = erzielte Scorerpunkte; SM oder PIM = erhaltene Strafminuten; +/− = Plus/Minus-Bilanz; PP = erzielte Überzahltore; SH = erzielte Unterzahltore; GW = erzielte Siegtore; 1 Play-downs/Relegation; Kursiv: Statistik nicht vollständig)